# Microdon daveyi
Microdon daveyi är en tvåvingeart som beskrevs av Frederick Knab och Malloch 1912. Microdon daveyi ingår i släktet myrblomflugor, och familjen blomflugor. Inga underarter finns listade i Catalogue of Life.